# BLS Ce 4/4
Die Ce 4/4 waren Personentriebwagen der von der BLS betriebenen Bern-Neuenburg-Bahn (BN) und Gürbetal-Bern-Schwarzenburg-Bahn (GBS). Mit der Umstellung zum Zwei-Klassen-System 1956 wurden die drei Fahrzeuge zu Be 4/4, mit der Einführung der Bezeichnungen nach dem UIC-Nummerschema zu Be 545.
Die Fahrzeuge waren bei ihrer Ablieferung die leistungsfähigsten Triebwagen der Welt. Wegen des hellgrünen/dunkelgrünen Anstrichs erhielten die Triebwagen den Übernamen Wellensittich.

## Geschichte
Die Bern-Neuenburg-Bahn benötigte für ihre internationalen Züge von Bern nach Paris leistungsfähige Triebfahrzeuge, die jedoch die Achslast von 16 Tonnen nicht überschreiten sollten. Die Fahrzeuge mussten in der Lage sein, auch die Steigungen nach Les Verrières und Le Locle ohne Vorspanntriebfahrzeug zu schaffen. Wegen den kurzen Bahnsteigen auf der Strecke Bern–Neuenburg entschied man sich zur Bestellung von Personentriebwagen statt Lokomotiven, um den Platz optimal auszunutzen. Die Triebwagen waren eine Weiterentwicklung des BDe 4/4 62 der SOB und hatten auf Steigungen von 27 ‰ eine Anhängelast von 200 Tonnen und auf 18 ‰ 300 Tonnen zu befördern.
Drei Jahre später bestellte die BLS-Gruppe einen weiteren Triebwagen Ce 4/4 763 für die Gürbetalbahn (GBS). Dieser Triebwagen war vier Tonnen leichter und konnte die Achslasten auf der GBS einhalten.

## Konzept
Der Wagenkasten wurde wie bei den Leichtstahlwagen der SBB oder bei den Ae 4/4 der BLS in selbsttragender Bauweise erstellt. Die Gestaltung des Kastens lehnte sich an die ABDe 4/8 der ersten Bauserien an. Die Stirnfront war stark gerundet und bestand aus einem in der Mitte montierten Übergang mit Türe ohne Faltenbalg. Die Einstiege befanden sich über den Drehgestellen und waren mit Drehflügeltüren verschlossen. Die H-förmigen Drehgestelle hatten eine sekundäre Federung mit Torsionsstäben. Jedes Achslager wurde mit zwei Schraubenfedern abgefedert. Diese Drehgestellbauart der Firma SIG wurde später auch bei den RBe 4/4 der SBB verwendet. Die Triebwagen dienten in ihrem mechanischen Teil als Vorbild für die Hochleistungstriebwagen der SOB/BT/EBT/VHB und der RBe 4/4 der SBB.

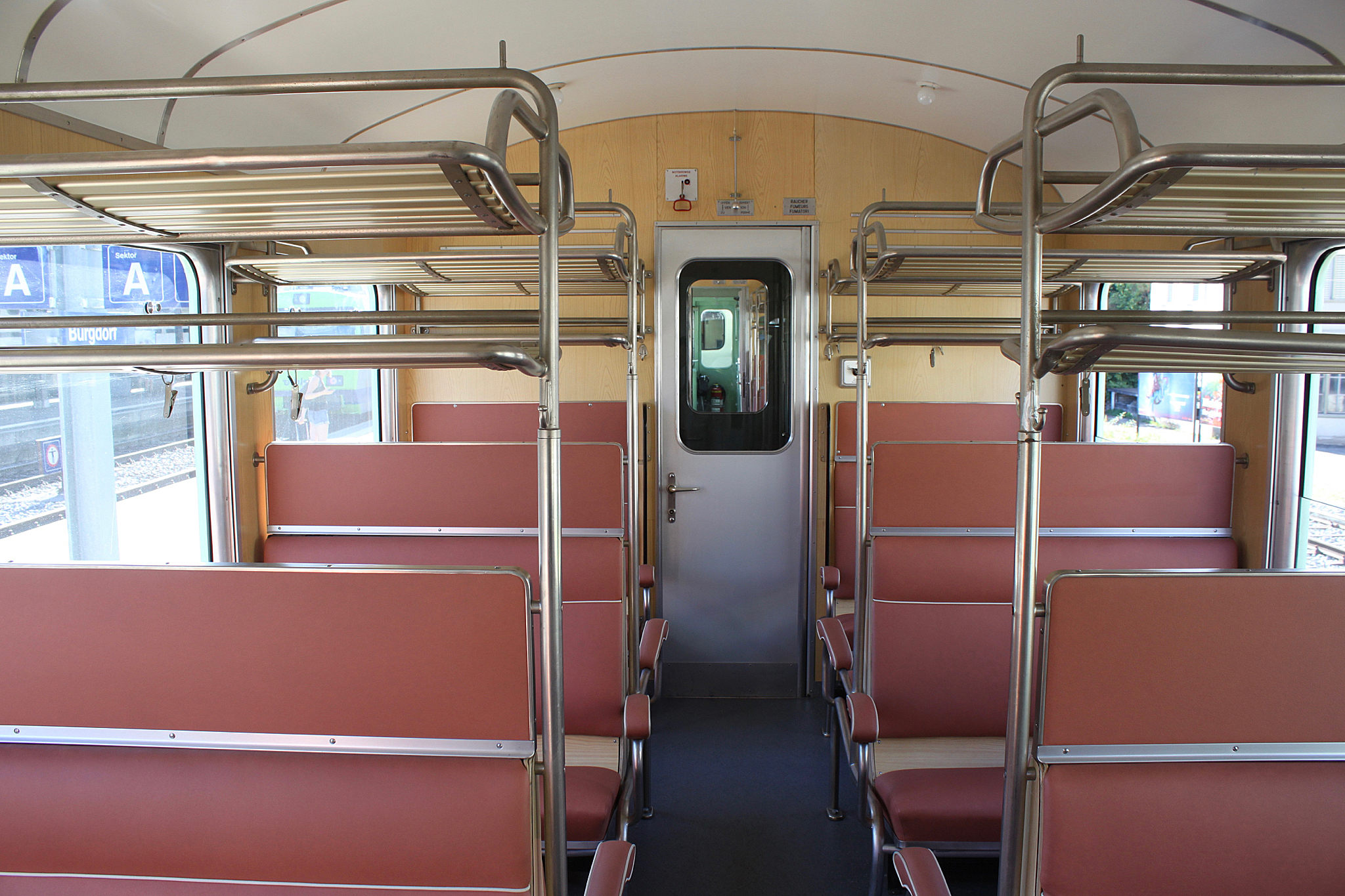
Fahrgastabteil des Be 4/4

Die für die Traktion vorgesehenen Anzapfungen im Transformator wurden an eine im Maschinenraum in der Fahrzeugmitte montierte Hüpferbatterie angeschlossen, die sich durch eine hohe Schaltgeschwindigkeit auszeichnete. Um den Verschleiss der Bremsklötze zu vermindern und die Bergstrecke der BLS ohne Einschränkungen befahren zu können, baute man den Triebwagen eine elektrische Widerstandsbremse ein. Die Vielfach- und Fernsteuerung erlaubte die Doppeltraktion zweier gleichartiger Triebwagen und die Fernsteuerung von den Steuerwagen 900, 901 und 950…991.
Beim dritten, erst 1956 abgelieferten Fahrzeug 763 wurden einige Verbesserungen umgesetzt. Der Triebwagen erhielt Düsenluftgitter mit nachgeschalteten Filtermatten, um die Verschmutzung der Fahrmotoren zu verringern. Das grosse Antriebszahnrad des Getriebes wurde zur Verringerung der schädliche Auswirkungen durch die Drehmoment-Pulsationen der Fahrmotoren gefedert. Zudem erhielt jede Achse ihren einen eigenen Bremszylinder, so dass auf das schwere Bremsgestänge verzichtet werden konnte.

## Umbauten und Ausrangierungen

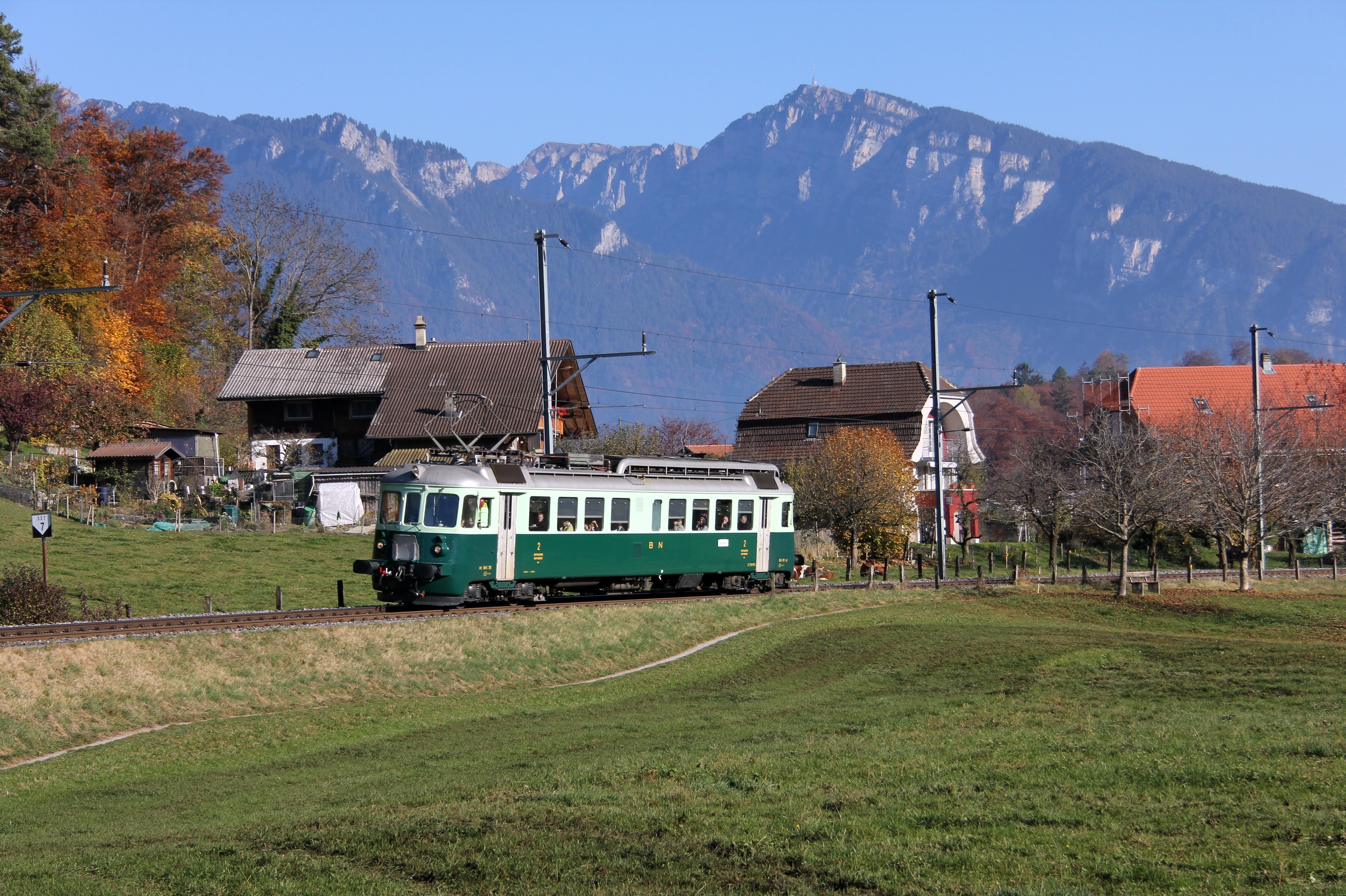
Be 4/4 761 als Einzelfahrer zwischen Spiez und Wimmis.

1958 wurden die beiden 1953 abgelieferten Triebwagen dem Nachzügler 763 angepasst, womit eine einheitliche Kleinserie entstand.
Die ursprünglich blaugrünen Triebwagen 761 und 762 trugen von 1958 bis 1962/63 einen zweifarbenen hellgrünen/dunkelgrünen Anstrich und waren anschliessend in normalen Wagengrün gehalten. Nummer 763 war bis 1963 hellgrün/dunkelgrün und nachher wagengrün.
Der Be 4/4 761 wurde 1993 neu verkabelt, 2001 mit dem hellgrünen/dunkelgrünen Anstrich von 1958 versehen und 2003 in den Bestand der historischen Fahrzeuge aufgenommen. Fahrzeug Nr. 763 wurde hingegen 1996 ausser Betrieb gesetzt, 2003 folgte die Nummer 762. Der historische Triebwagen 761 erhielt 2007 eine Asbestsanierung und die Zugsicherung ZUB 121 mit ETM.

## Betrieb

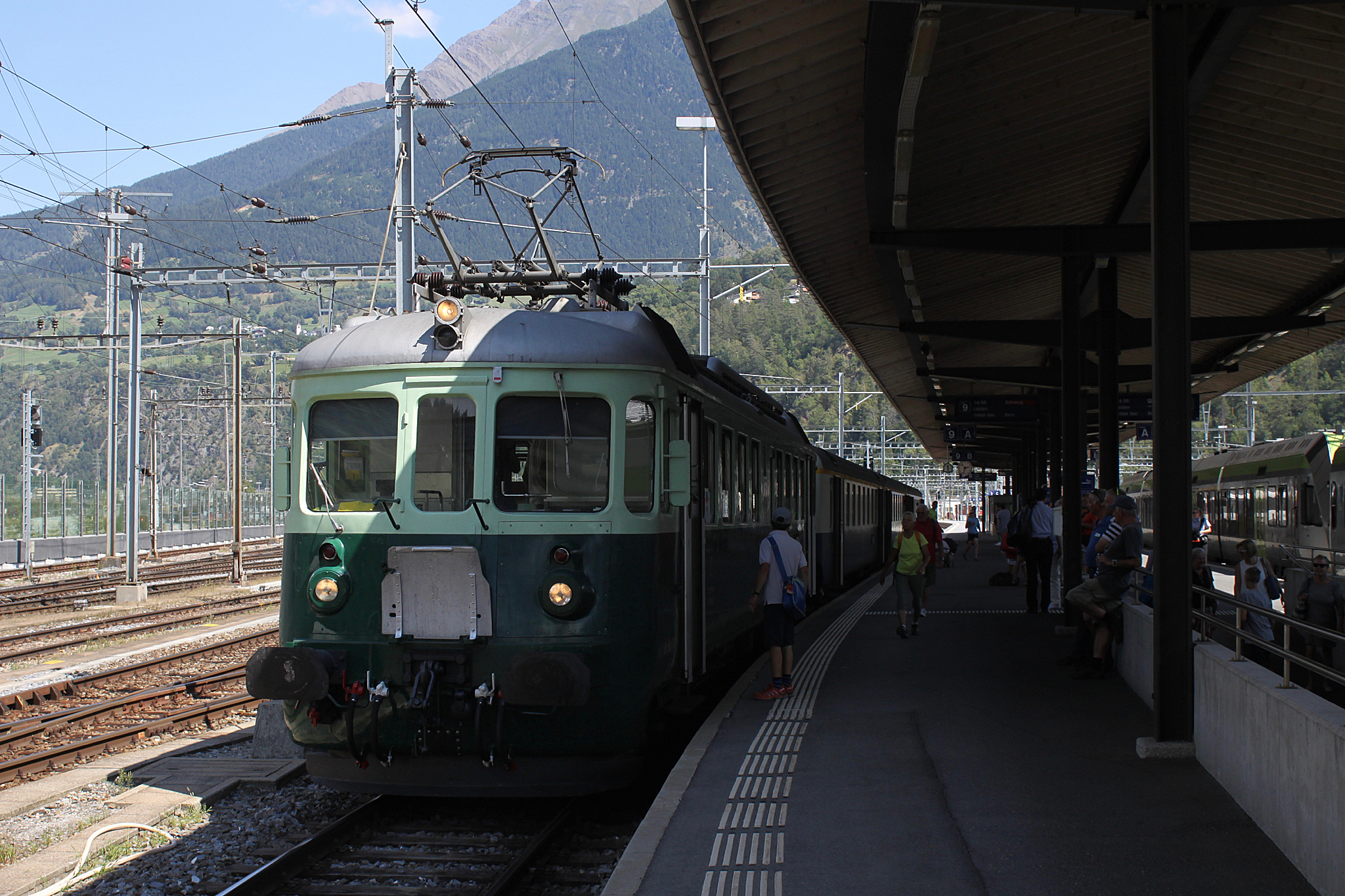
Be 4/4 im Bahnhof Brig

In den 1960er Jahren verkehrten die Be 4/4 vor schweren Zügen im Gürbetal und vor Schnellzügen zwischen Bern und Neuenburg und im Jura. Die drei Triebwagen kamen dort anstelle von Lokomotiven verwendet, die wegen den geringen Achslasten nicht eingesetzt werden konnten. Die eingebaute Vielfachsteuerung wurde damals nicht verwendet.
Nachdem die BLS den Oberbau verstärkt hatte, wurden ab Ende der 1960er Jahre die Triebwagen von diesen Diensten abgezogen. Sie beförderten nun zusammen mit einem passenden Steuerwagen die Autotunnelzüge durch den Lötschbergtunnel und kamen auf der Südrampe des Lötschbergs zum Einsatz. Ab 2000 wurde der Be 4/4 761 bei Lokomotivmangel zwischen Bahnhof Interlaken Ost und Zweisimmen  eingesetzt und für Instruktionsfahren genutzt.

## Besonderheiten
- 1953 fanden Vorführ- und Messfahrten auf der Bahnstrecke München–Rosenheim statt.
- 1954 wurden Traktionsversuche auf der Südostbahn (SOB) und der Bodensee-Toggenburg-Bahn durchgeführt, die zu Beschaffung des SOB ABe 4/4 71 führten.
- 2007 gelange der Be 4/4 761 im Rahmen eines BLS-Bildungstages auf den Uetliberg.